# Vincent Cassel
Vincent Cassel (nascut com a Vincent Crochon, París, 23 de novembre de 1966), és un actor, director i productor de cinema francès. És fill de l'actor Jean-Pierre Cassel. És conegut pels seus papers en pel·lícules com La Haine (1995), Dobermann (1997), Irréversible (2002), Promeses de l'est (2007), Notre jour viendra (2010) i Juste la fin du monde (2016).

## Biografia
Va estudiar al Centre Internacional de Vaubona. Va seguir els cursos de la cantant Suzanne Sorano i els cursos d'acrobàcia de l'Escola del circ d'Annie Fratellini. Feu cursos de comèdia a l'Actors Institute de Nova York i a l'Atelier Blanche Salant. Després, a París, entrà a la companyia de Jean Périmony.
El seu debut a la pantalla són amb Les Clés Du Paradis de Philippe De Broca el 1991. Es fa conèixer llavors pel gran públic amb el paper de Vinz que encarna en La Haine de Mathieu Kassovitz el 1995, obtenint una nominació per al Premi César al millor actor revelació i per al César al millor actor el mateix any.
En el rodatge de L'Appartement, l'any següent, coneix la seva futura esposa, l'actriu Monica Bellucci. Interpreta el 1997 un paper de travesti en Embrasse-moi Pasqualino, una comèdia franco-italiana de Carmine Amoroso. Vincent Cassel forma part dels actors que dobla la veu de Hugh Grant en les versions franceses de les pel·lícules.
Treballa en grans produccions el 2000 amb El pacte dels llops i Els rius de color porpra. El 2001, obté una nova nominació als Premis César pel seu paper d'ancià a Llegeix-me els llavis de Jacques Audiard. Integra la saga del personatge Danny Ocean interpretant el francès François Toulour a Ocean's Twelve el 2004, després reprèn el seu paper a l'última part de la trilogia el 2007, Ocean's Thirteen. El 2008, treu el díptic Mesrine, L'Instinct de mort i L'Ennemi public n° 1, on interpreta el paper del cèlebre gàngster Jacques Mesrine. Aquesta actuació li suposa el César al millor actor en la cerimònia de 2009. Al cinema estatunidenc, encarna sovint el paper del dolent com en Ocean's Twelve el 2002 i Ocean's Thirteen i Promeses de l'est el 2007.

## Vida privada
Va estar casat (1999-2013) amb l'actriu italiana Monica Bellucci, amb qui té dues filles Deva (2004) i Léonie (2010). Es va casar amb la model francesa Tina Kunakey de nou el 24 d'agost de 2018 a Bidarte, amb qui té una filla, Amazonie (2019).
És un enamorat de la capoeira i practica aquesta art marcial brasilera a la pel·lícula Ocean's Twelve.

## Filmografia

### Com a actor

#### Al cinema

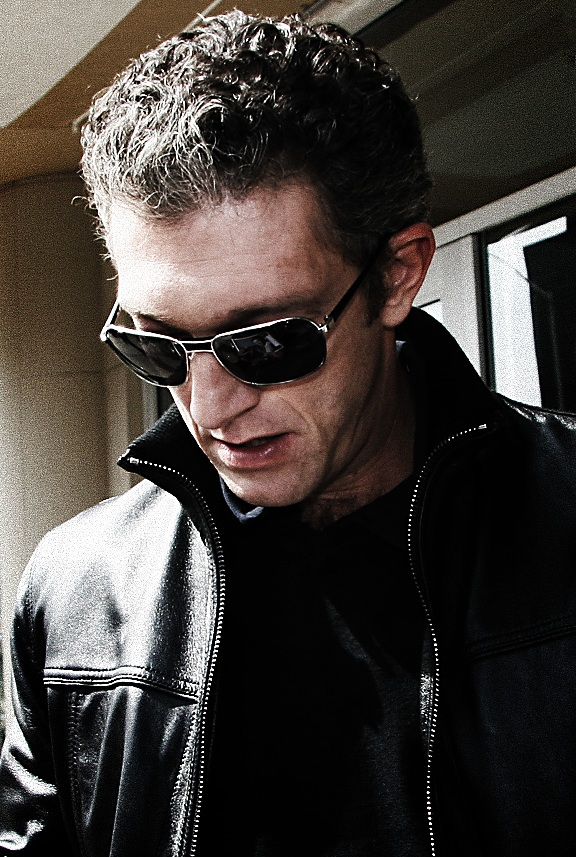
Vincent Cassel, a Toronto, el 2008

- 1988: Les cigognes n'en font qu'à leur tête de Didier Kaminka: Pierre
- 1991: Les Clés du paradis de Philippe de Broca
- 1992: Hot Chocolate de Josée Dayan: Dédé
- 1992: Métisse de Matthieu Kassovitz: Max
- 1994: Dones a flor de pell de Lisa Alessandrin i Patrick Alessandrin
- 1995: La Haine de Matthieu Kassovitz: Vinz
- 1996: El pis de Gilles Mimouni: Max
- 1996: Come mi vuoi de Carmine Amoroso: Pasquale
- 1996: L'Élève d'Olivier Schatzky: Julien
- 1997: Dobermann de Jan Kounen: Yann Le Pentrec «Dobermann»
- 1997: Le Plaisir (et ses petits tracas) de Nicolas Boukhrief: Michael
- 1998: Elizabeth de Shekhar Kapur: Duc d'Anjou
- 1999: Méditerranées de Philippe Bérenger: Pitou
- 1999: Joana d'Arc de Luc Besson: Gilles de Rais
- 1999: Nadia (Birthday Girl) de Jez Butterworth: Alexei
- 2000: Els rius de color porpra (Les Rivières pourpres) de Matthieu Kassovitz: tinent Max Kerkérian
- 2001: Llegeix-me els llavis de Jacques Audiard: Paul Angeli
- 2001: El pacte dels llops: Jean-François de Morangias
- 2001: Shrek: Monsieur Hood
- 2001: The Reckoning / Morality Play de Paul Mcguigan: Lord de Guise
- 2002: Irréversible de Gaspar Noé: Marcus
- 2002: Blueberry, l'expérience secrète de Jan Kounen: Mike Blueberry
- 2003: Agents secrets de Frédéric Schoendoerffer: capità Georges Brisseau
- 2004: Blueberry: L'experiència secreta: Mike S. Blueberry
- 2004: Ocean's Twelve de Steven Soderbergh: François Toulour
- 2005: Sheitan de Kim Chapiron: Joseph
- 2006: Derailed de Mikael Håfström: Philippe Laroche
- 2007: Ocean's Thirteen de Steven Soderbergh: François Toulour
- 2007: Sa majestat Minor de Jean-Jacques Annaud: Sàtir
- 2007: Promeses de l'est de David Cronenberg: Kirill
- 2008: L'Instinct de mort, de la Saga Jacques Mesrine de Jean-François Richet: Jacques Mesrine
- 2008: L'Ennemi public n° 1, de la Saga Jacques Mesrine de Jean-François Richet: Jacques Mesrine
- 2009: À Deriva d'Heitor Dhalia: Mathias
- 2010: Black Swan de Darren Aronofsky: Korolyevna
- 2010: A Dangerous Method de David Cronenberg: Otto Gross
- 2010: Le Moine de Dominik Moll: caputxí Ambrosio
- 2010: Notre jour viendra de Romain Gavras: Patrick
- 2014: La bella i la bèstia (La Belle et la Bête): Bête
- 2015: Mon roi: Georgio Milevski
- 2016: Jason Bourne: Asset
- 2017: O Filme da Minha Vida: Nicolas Terranova
- 2017: Gauguin - Voyage de Tahiti: Paul Gauguin
- 2018: The World Is Yours: Henri
- 2018: Black Tide: François Visconti
- 2018: The Great Mystical Circus: Jean-Paul
- 2018: The Emperor of Paris: Eugène-François Vidocq
- 2018: Default: Conceller delegat de l'FMI
- 2018: Porta dos Fundos: James Bond
- 2019: Especials: Bruno
- 2020: Underwater: captain W. Lucien
- 2020: Westworld: Engerraund Sera
- 2020: Le Bonheur des uns... de Daniel Cohen

#### Curtmetratges
- 1992: Un diumenge sense ales d'Anthony Soutter
- 1994: 3000 scénarios contre un virus: La Teuf d'enfer de Patrice Cazes
- 1994: Putain de porte de Delphine Quentin i Jean-Claude Flamand
- 1994: Tina et le revolver d'Anthony Soutter
- 1994: Elle voulait faire quelque chose de Dodine Herry-Grimaldi
- 1995: Valse nocturne de Christopher Barry
- 1998: Compromis de Sébastien Sort
- 1998: Article premier de Matthieu Kassovitz
- 2001: Les frères Wanted 2: La barbichette de Kim Chapiron
- 2001: Les frères Wanted 3: Le Chat de la Grand mère d'Abdelkrim de Kim Chapiron
- 2015: Violence en réunion de Karim Boukercha

#### Com a director
- 1997: Shabbat night fever (curtmetratge) (+ guió)
- 1998: Echantillon 97 (curtmetratge)

#### Com a productor
- 1997: Shabbat night fever (curtmetratge)
- 2002: Irréversible
- 2006: Sheitan
- 2010: Notre jour viendra
- 2014: La Belle et la Bête
- 2016: Juste la fin du monde de Xavier Dolan

#### A la televisió
- 1988: La belle anglèse de Jacques Besnard
- 1992: Warburg: A man of influence de Moshé Mizrahi
- 1993: Dose mortelle, de Joyce Buñuel
- 1994: Le juge est une femme de Claude Grinberg: Corsini
- 1995: Blood of the hunter de Gilles Carle
- 2007: Lascars de Roch Lener, Philippe Gompel i Noel Kaufmann: veu de Gaffeur
- 2011: Platane, d'Éric Judor: d'ell mateix
- 2011: Belmondo, itinéraire... de Vincent Perrot i Jeff Domenech: testimoni
- 2020 : Westworld de Jonathan Nolan i Lisa Joy: Serac

## Condecoracions
- Cavaller de l'orde Nacional del Mèrit.[8]

## Premis i nominacions

### Premis
- Festival Internacional de cinema de Tòkio: Premi al millor actor per a Mesrine (L'instint de morti L'enemic públic número 1)
- 2009. Premi Lumière al millor actor per Mesrine (L'Instinct de mort i L'Ennemi public n° 1)
- 2009. César al millor actor per Mesrine (L'Instinct de mort i L'Ennemi public n° 1)

### Nominacions
- 1996. César de la millor esperança masculina i César al millor actor per La Haine
- 2002. César al millor actor per a Als meus llavis